# Sách Trắng
Sách trắng nói đến một tiêu chuẩn của đĩa mềm lưu trữ không chỉ âm thanh mà còn cả hình ảnh và video chuyển động. Nó được phát hành vào năm 1993 bởi Sony, Philips, Matsushita và JVC. Những đĩa này, thường được tìm thấy ở châu Á, thường được gọi là "Video CD" (VCD). Theo một số cách, VCD có thể được coi là sự kế thừa cho Đĩa la-de và tiền thân của DVD. Lưu ý rằng Video CD không nên bị nhầm lẫn với CD Video là định dạng trước đó và hoàn toàn khác nhau.
Một số phần mở rộng của Sách Trắng đã được xuất bản trong những năm sau: VCD 2.0 năm 1995, VCD-Internet năm 1997 và Super Video CD (SVCD) năm 1998. Tiêu chuẩn này không có sẵn miễn phí và phải được cấp phép từ Philips.
Sách Trắng cũng định nghĩa định dạng CD-i Bridge chung hơn (còn được gọi là CD-Bridge hoặc đơn giản là "đĩa cầu"), đó là các đĩa CD-ROM XA với chương trình ứng dụng cụ thể Green book CD-i bổ sung. Thông tin CD-ROM XA trong đĩa cầu có thể được lấy qua ổ đĩa CD-ROM, trong khi người chơi CD-i có thể sử dụng chương trình CD-i để đọc đĩa cầu (do đó trạng thái "cầu nối" giữa CD-ROM và CD-i đĩa). Các đĩa cầu phải phù hợp với cả thông số kỹ thuật CD-ROM XA và Green Book CD-i. Các đĩa VCD và SVCD thuộc danh mục đĩa cầu, cũng như CD chứa ảnh và CD karaoke.
Sau đây là bản tóm tắt các thông số kỹ thuật cho VCD và SVCD. Để biết thêm chi tiết, xem CD Video và Super Video CD
• Hệ thống tệp: Tuân thủ ISO 9660
Định dạng: Chế độ 2, Mẫu 2/XA
Thời lượng tối đa: Thường là 74 phút
Định dạng âm thanh
Định dạng: Lớp âm thanh MPEG-1 II
Tốc độ bit: 224 kilobits mỗi giây
Tốc độ mẫu: 44.100 Hz
Số lượng kênh: 2 (âm thanh nổi)
Định dạng video
Định dạng: MPEG-1 Phần 2 (VCD), H.262/MPEG-2 Phần 2 (SVCD)
Độ phân giải: 352 × 240 pixel cho video NTSC, 352 × 288 pixel cho video PAL (VCD); 480 × 480 pixel cho video NTSC, 480 × 576 cho video PAL (SVCD)
Tốc độ khung hình: 29,97 Hz (NTSC), 25 Hz (PAL)
Tốc độ bit: Khoảng 1,13 Mbit/s